# Championnat de République centrafricaine de football 2010
La saison 2010 du Championnat de République centrafricaine de football n'est pas disputé cette année. Par conséquent, les places continentales sont attribuées aux meilleures équipes du championnat 2010 de la Ligue de Bangui.
C'est l'Olympic Real de Bangui qui remporte la compétition cette saison après avoir terminé en tête du classement final, avec onze points d'avance sur le Stade Centrafricain Tocages et quatorze sur l'AS Tempête Mocaf.

## Les clubs participants
- Olympic Real de Bangui
- Stade Centrafricain Tocages
- AS Tempête Mocaf
- DFC 8e arrondissement
- ASDR Fatima
- Castel Foot
- Kpèténè Star FC
- Anégrée Football Club
- Espérance du 5e arrondissement
- Asset de Gobongo
- Sica Sport
- USCA Bangui

## Compétition

### Classement
Le barème de points servant à établir le classement se décompose ainsi :
- Victoire : 3 points
- Match nul : 1 point
- Défaite : 0 point

| Rang | Équipe                         | Pts | J  | G  | N | P  | Bp | Bc | Diff |
| ---- | ------------------------------ | --- | -- | -- | - | -- | -- | -- | ---- |
| 1    | Olympic Real de Bangui         | 57  | 22 | 18 | 3 | 1  | 50 | 8  | +42  |
| 2    | Stade Centrafricain Tocages    | 46  | 22 | 13 | 7 | 2  | 44 | 18 | +26  |
| 3    | AS Tempête Mocaf               | 43  | 22 | 13 | 4 | 5  | 39 | 13 | +26  |
| 4    | DFC 8e arrondissement'T'C      | 42  | 22 | 13 | 3 | 6  | 39 | 18 | +21  |
| 5    | ASDR Fatima                    | 33  | 22 | 10 | 3 | 9  | 38 | 31 | +7   |
| 6    | Kpèténè Star FC                | 27  | 22 | 8  | 3 | 11 | 42 | 40 | +2   |
| 7    | USCA Bangui                    | 27  | 22 | 7  | 6 | 9  | 35 | 38 | -3   |
| 8    | Anégrée FC                     | 27  | 22 | 7  | 6 | 9  | 28 | 34 | -6   |
| 9    | Sica Sport                     | 24  | 22 | 6  | 6 | 10 | 28 | 45 | -17  |
| 10   | Espérance du 5e arrondissement | 23  | 22 | 5  | 8 | 9  | 18 | 30 | -12  |
| 11   | Castel Foot                    | 17  | 22 | 5  | 2 | 15 | 15 | 47 | -32  |
| 12   | Asset de Gobongo               | 3   | 22 | 0  | 3 | 19 | 13 | 76 | -63  |

|  | Qualification pour la Ligue des champions de la CAF 2011         |
|  | Qualification pour la Coupe de la confédération 2011             |
|  | Relégation en Deuxième division                                  |
|  | T : Tenant du titre C : Vainqueur de la Coupe Barthélémy Boganda |

- Pour une raison inconnue, c'est le club de l'Espérance du 5e arrondissement qui est relégué en deuxième division, en lieu et place de Castel Foot.

## Bilan de la saison
| Championnat de République centrafricaine de football 2010 |                                |
| Champion                                                  | Olympic Real de Bangui         |
| Coupes et trophées                                        |                                |
| Vainqueur de la Coupe Barthélémy Boganda                  | DFC 8e arrondissement          |
| Qualifications continentales                              |                                |
| Ligue des champions de la CAF 2011                        | Olympic Real de Bangui         |
| Coupe de la confédération 2011                            | DFC 8e arrondissement          |
| Promotions et relégations                                 |                                |
| Promus en Première Division                               | ASOPT                          |
| Promus en Première Division                               | Réal Comboni FC                |
| Relégués en Deuxième Division                             | Espérance du 5e arrondissement |
| Relégués en Deuxième Division                             | Asset de Gobongo               |